# 英国广场

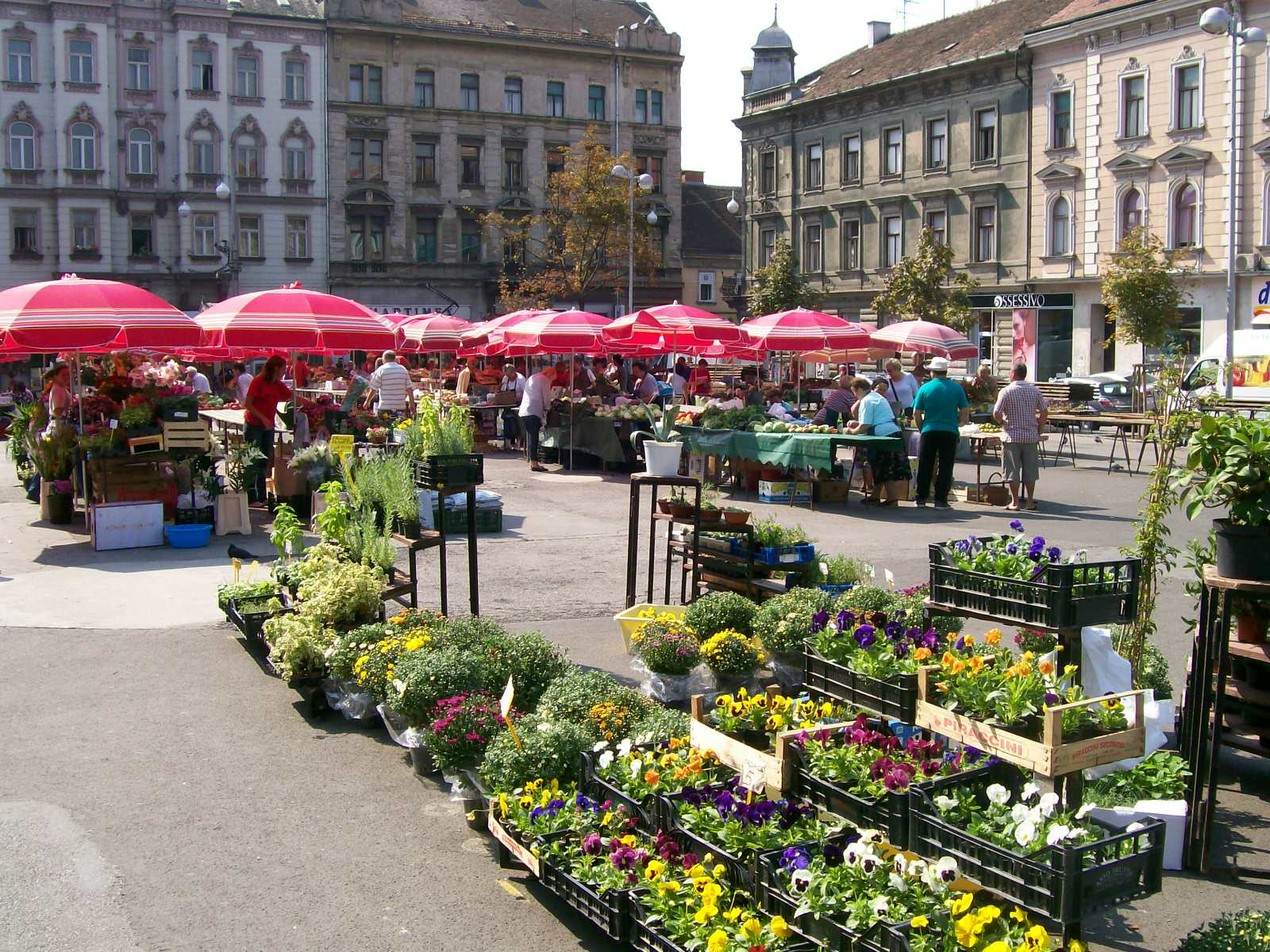

英国广场（Britanski trg）是克罗地亚首都萨格勒布的一个城市广场。它是少数仍设有露天农贸市场的广场之一，出售直接来自农场的新鲜水果、蔬菜和其他食物。英国广场位于城市主广场耶拉其恰廣場以西几个街区。它也是一个交通枢纽，是多条公共汽车线路的终点站，而1路、6路和11路电车在其南侧停靠。 该广场本身便利进入萨格勒布的几个精英高档社区，如Pantovčak和Zelengaj。露天市场每天从清晨到中午举行，每周日在广场举行古董展。